# Joep Kluskens
Joep Kluskens (Weert, 9 november 2002) is een Nederlandse voetballer die doorgaans speelt als verdedigende middenvelder, maar ook inzetbaar is als verdediger.

## Clubcarrière
Kluskens groeide op als jeugdspeler van amateurclub Merefeldia, alvorens hij in 2011 de overstap maakte naar Fortuna Sittard en vervolgens PSV waar hij drie jaar de jeugdopleiding doorliep. In 2019 keerde hij terug naar Fortuna Sittard dat hij een jaar later verruilde voor VVV-Venlo. In de loop van het seizoen 2021/22 sloot hij daar vanuit de O21 aan bij de selectie van het eerste elftal. Op 25 april 2022 maakte hij er zijn competitiedebuut tijdens een met 6-1 verloren uitwedstrijd bij Jong Ajax, waarin trainer Jos Luhukay hem kort voor tijd in het veld bracht voor Ian Hussein Ngobi. Op 13 oktober 2022 tekende de middenvelder zijn eerste profcontract dat hem tot 1 juli 2024 aan VVV verbond, met een optie voor een extra seizoen. In het seizoen 2023/24 groeide Kluskens uit tot een vaste waarde in het eerste elftal en op 14 mei 2024 verlengde hij zijn aflopende contract bij VVV met twee jaar tot 1 juli 2026. Op 24 juli 2024 liep Kluskens in een oefenwedstrijd tegen Al-Rayyan een zware knieblessure op, waardoor hij maandenlang uitgeschakeld zou zijn. Negen dagen later kreeg de middenvelder de Jan Klaassens Award uitgereikt, de jaarlijkse prijs voor het grootste talent uit de Venlose jeugdopleiding. Na een revalidatie die ruim negen maanden duurde maakte Kluskens op 2 mei 2025 zijn rentree in het eerste elftal tijdens een met 2-1 verloren uitduel bij FC Emmen, toen hij na de rust in het veld kwam als vervanger van Gabin Blancquart. Een week later scoorde hij tijdens de laatste speeldag van het seizoen (een met 2-7 verloren thuiswedstrijd tegen ADO Den Haag) zijn eerste competitiegoal namens VVV.

## Clubstatistieken
| 2021/22                           | VVV-Venlo | Eerste divisie | 3  | 0 | 0 | 0 | — | — | 3  | 0 |
| 2022/23                           | VVV-Venlo | Eerste divisie | 16 | 0 | 2 | 0 | 1 | 0 | 19 | 0 |
| 2023/24                           | VVV-Venlo | Eerste divisie | 29 | 0 | 1 | 0 | — | — | 30 | 0 |
| 2024/25                           | VVV-Venlo | Eerste divisie | 2  | 1 | 0 | 0 | — | — | 2  | 1 |
| 2025/26                           | VVV-Venlo | Eerste divisie | 0  | 0 | 0 | 0 | — | — | 0  | 0 |
| Totaal                            | Totaal    | Totaal         | 50 | 1 | 3 | 0 | 1 | 0 | 54 | 1 |
| Bijgewerkt tot en met 10 mei 2025 |           |                |    |   |   |   |   |   |    |   |